# Jennie Fletcher
Vous lisez un « bon article » labellisé en 2021.
Pour les articles homonymes, voir Fletcher.
Jennie Fletcher, née le 19 mars 1890 à Leicester (Royaume-Uni) et morte le 17 janvier 1968 à Teeswater (Canada), est une nageuse britannique.
Jennie Fletcher est issue de la classe ouvrière : son père tient une petite boutique, mais elle et ses frères et sœurs travaillent en usine. Elle profite d'un programme d'apprentissage de la natation dans les écoles primaires de Leicester. Très vite remarquée, elle multiplie les compétitions à l'adolescence. De 1906 à 1912, elle est six fois championne d'Angleterre sur le 100 yards nage libre dont elle bat aussi à 11 reprises le record du monde. Elle réussit à s’entraîner malgré ses horaires à l'usine. Les épreuves de natation féminine ayant été annulées lors des Jeux olympiques de Londres en 1908, elle doit attendre ceux de 1912 à Stockholm. Si elle se contente de la troisième place en individuel sur le 100 mètres nage libre, elle remporte l'or au relais 4 × 100 mètres nage libre.
Profitant de sa renommée olympique, elle peut enfin quitter l'usine pour enseigner la natation, d'abord à Leicester, puis au Canada, où elle émigre avec son époux après la Première Guerre mondiale. Les règles de l'amateurisme d'alors empêchant de gagner de l'argent avec le sport, même en l'enseignant, elle doit cependant mettre fin à sa carrière de sportive.

## Biographie

### Famille et jeunesse
Jennie (parfois Jane ou Jenny) Fletcher est la fille de John Frederick Fletcher, un marchand de poissons et de fruits, né dans le Yorkshire en 1858, et de son épouse Emily, née à Leicester en 1861. Ils se marient en 1880 et ont onze enfants dont neuf ont atteint l'âge adulte ; parmi eux Minnie née en 1887, Jennie née en 1890, Violetta née en 1892, Benn né en 1897 et Tom né en 1900. En 1911, Minnie travaille dans la boutique familiale, Violetta dans une usine de chaussures où Benn est aussi apprenti, Tom va encore à l'école et Jennie travaille sur une machine dans une entreprise de bonneterie. La famille habite sur Checketts Road, dans le quartier pauvre de Belgrave (en). Lorsqu'ils ne sont pas à l'usine ou à l'école, les enfants Fletcher aident aussi à tenir un étal de poissons sur le marché local,. Dans une interview de 1964, à l'occasion des Jeux de Tokyo, elle raconte qu'elle est à l'usine douze heures par jour six jours par semaine,. Depuis 1874, la loi limite le travail des femmes dans les industries textiles à 56 heures et demie par semaine.
Jennie Fletcher apprend à nager à l'école de Mellor Street et remporte ses premières victoires, locales, à l’âge de 11 ans. En 1905, elle termine quatrième lors de ses premiers championnats d'Angleterre sur 100 yards nage libre. Elle est alors adhérente du Leicester Ladies Swimming Club et nage aux Vestry Street Baths. En juin 1906, elle est « championne de Leicester » lors d'une compétition qui comprend des épreuves dans les divers styles de nage de l'époque, du plongeon et du sauvetage,.
Leicester, une des villes les plus éloignées de la mer en Angleterre, mais traversée par la Soar et de multiples canaux, est alors une des plus dynamiques en ce qui concerne la natation, disposant aussi de nombreux « bains » avec des bassins, dont l'accès est gratuit, ou peu cher. John Jarvis, plusieurs fois médaillé en natation aux Jeux olympiques (Paris en 1900 et Athènes en 1906) est un enfant du pays. Il y enseigne aussi la natation, tout comme Ada son épouse et leurs quatre filles. La ville compte trois entraîneuses de natation, diplômées par la fédération britannique, l'Amateur Swimming Association, dont Clara Jarvis, sœur de John Jarvis. Une fédération locale (Leicester County Amateur Swimming Association & Humane Society) regroupe en 1891 pas moins de vingt clubs. Son objectif est de promouvoir l'apprentissage de la natation, et du sauvetage, pour lutter contre les noyades. À partir de 1897, la ville organise une compétition de natation entre les écoles. En 1899, un accord est passé entre la ville et les bains pour permettre l'apprentissage de la natation aux enfants, à raison d'une séance par semaine pour la modique somme d'un demi-penny, donc à la portée des classes populaires. En deux ans, cela permet à 641 garçons et 154 filles d'apprendre à nager,.
Jennie Fletcher, en plus de son travail à l'usine, court dans Abbey Park (en), nage en piscine l'hiver ou dans un des canaux de la ville l'été et fait des exercices de renforcement musculaire. Elle fait aussi attention à son régime alimentaire. Enfin, elle joue du piano,.
Lorsqu'elle a 17 ans, elle est contactée pour devenir professionnelle et partir en tournée mondiale aux côtés d'Annette Kellermann. Ses parents refusent.

### Titres nationaux et records du monde
Son style de nage est le trudgeon, avec le battement de pied dit « Jarvis-Nuttall-Kick », mis au point par John Jarvis et Joseph Nuttall (en), plutôt que le « side stroke » préféré par la fédération britannique, l'Amateur Swimming Association. Cette forme ancienne de crawl est en effet considérée comme peu esthétique, trop fatigante et finalement un peu vulgaire. Cela convient à l'image d'une nageuse issue des classes populaires.
En vue du championnat d'Angleterre de 1906, elle prend un entraîneur professionnel, le Français Alf Ferrand (ou Farrand), qui s'est rendu célèbre par ses prestations de music-hall au Royal Aquarium de Londres. Ils préparent la course à Southport. Le 20 septembre 1906, aux Cossington Street Baths de sa ville natale, Jennie Fletcher bat Jessie Spiers (sœur d'Annie Speirs) devant 2 000 spectateurs et s'empare du titre sur le 100 yards nage libre,. Il semblerait que ce type de « titre » de « championne » s'obtienne et se garde alors de la même façon que pour les titres de champions de boxe. Une nageuse défie la tenante d'un titre et le conserve tant qu'elle n'est pas à son tour battue ou ne prend pas sa retraite.
Il est probable que très rapidement ensuite, Jennie Fletcher ait changé d'entraîneur, pour passer sous la férule de Clara Jarvis, sœur du champion olympique John Jarvis. Cette dernière est entraîneuse professionnelle, certifiée par la fédération britannique depuis 1903, à l'égal des entraîneurs masculins. C'est à l'influence de Clara Jarvis que sont attribués les rapides progrès de Jennie Fletcher, dont le style se rapproche de plus en plus de celui de John Jarvis, comme le constate alors la presse sportive. Celui-ci est parfois aussi considéré comme un des entraîneurs de Jennie Fletcher.
Jennie Fletcher conserve son titre de championne d'Angleterre jusque 1909, améliorant son temps de 10 s pour nager alors en 1 min 14 s. En 1910, elle est battue par la nageuse galloise Irene Steer qui nage en 1 min 13 s 6, dans un style encore plus proche du crawl que celui de Jennie Fletcher. Cette dernière reprend son titre et le conserve en 1911 et 1912,,.
Elle établit et conserve aussi le record du monde du 100 yards nage libre pendant sept ans, l'améliorant onze fois,,.
Elle joue au water-polo pour l'équipe féminine de Leicester (les Leicester Ladies, invaincues pendant cinq ans). Son absence après les Jeux entraîne la première défaite de son équipe, le 23 juillet 1912, un à zéro, face aux London Ladies.

### Jeux olympiques

#### Annulation des Jeux de Londres
Des épreuves féminines de natation aux Jeux olympiques de Londres avaient été discutées en octobre 1907. Les comités olympiques britannique, danois et norvégien s'étaient montrés très favorables à leur organisation. Il semblerait que les épreuves aient finalement dû être annulées, faute d'un nombre suffisant de nageuses engagées. Si des démonstrations eurent lieu, aucune médaille ne fut remise. Jennie Fletcher, âgée de 18 ans et alors considérée comme à l'apogée de sa carrière, doit renoncer à faire montre de l'étendue de son talent,.

#### Jeux de Stockholm
Lors des Jeux olympiques de Stockholm, Jennie Fletcher est engagée au 100 mètres nage libre ainsi que dans le relais britannique du 4 × 100 mètres nage libre, les deux seules épreuves alors ouvertes aux femmes. La délégation britannique à Stockholm comprend deux « chaperons » pour l'équipe féminine de natation : Mesdames Holmes et Jarvis, en fait toutes les deux entraîneuses de natation. Et dans le cas de Clara Jarvis, c'est même l'entraîneuse personnelle de Jennie Fletcher qui accompagne sa nageuse aux Jeux.

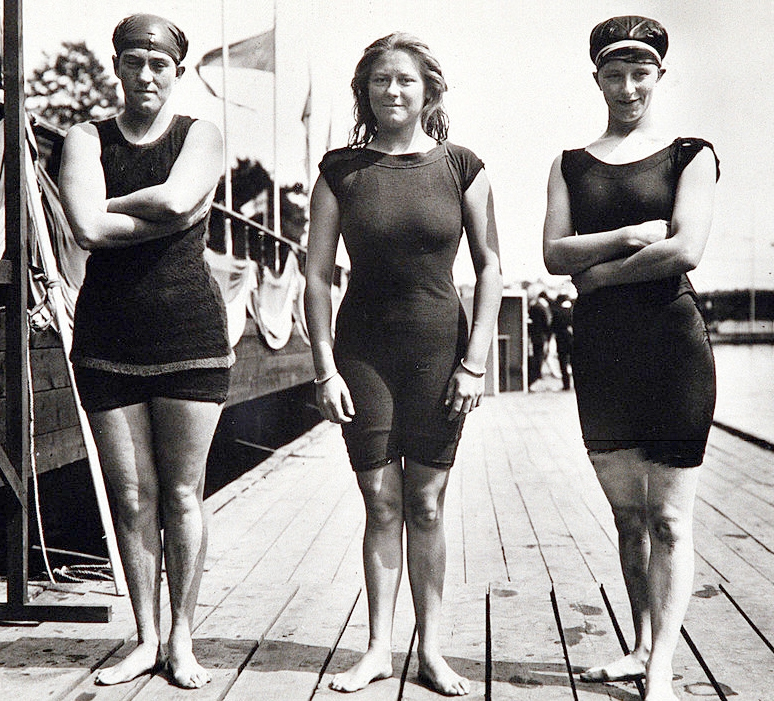
Le podium du 100 mètres nage libre aux Jeux olympiques de Stockholm : Fanny Durack à gauche, Mina Wylie au centre et Jennie Fletcher.

L'épreuve féminine du 100 mètres nage libre est organisée en séries éliminatoires, demi-finale puis finale. Les deux premières de chaque série et la meilleure troisième sont qualifiées pour le tour suivant. Jennie Fletcher nage donc trois courses en individuel : série éliminatoire, demi-finale et finale et une seule course en relais 4 × 100 mètres nage libre.
Jennie Fletcher nage d'abord dans la deuxième série éliminatoire le lundi 8 juillet 1912, un peu après 19 h 30. Elle termine à la deuxième place qualificative en 1 min 26 s 2, derrière sa compatriote et grande favorite de l'épreuve Daisy Curwen (1 min 23 s 6) mais devant deux Autrichiennes et deux Suédoises. Alors qu'elle avait pris un départ rapide, elle est rejointe puis doublée par sa compatriote.
Les demi-finales ont lieu le jeudi 11 juillet, à midi. Jennie Fletcher nage dans la seconde. Après un faux départ qui disqualifie sa compatriote Irene Steer et donc un second départ, Jennie Fletcher et la nageuse australienne Mina Wylie se disputent âprement la victoire. À nouveau, elle doit se contenter de la deuxième place, touchant en 1 min 27 s 2, deux dixièmes derrière la première, mais loin devant deux nageuses allemandes Grete Rosenberg (1 min 29 s 2) et Wally Dressel (1 min 33 s 6).
Daisy Curwen, favorite de la finale, ne peut y prendre part à cause d'une opération de l'appendicite en urgence. La course se déroule le vendredi 12 juillet à 19 h 30. Elle est menée de bout en bout par la nageuse australienne (sous les couleurs de l'Australasie) Fanny Durack qui s'impose en 1 min 22 s 2, devant sa compatriote Mina Wylie (1 min 25 s 4) et Jennie Fletcher qui prend la médaille de bronze en 1 min 27 s, juste devant ses deux autres adversaires Grete Rosenberg (1 min 27 s 2) et la Britannique Annie Speirs (1 min 27 s 4),,. Jennie Fletcher devient ainsi la première Britannique à remporter une médaille olympique en natation.
L'épreuve de relais 4 × 100 mètres nage libre se tient le lundi 15 juillet, à midi. Comme seules quatre équipes nationales (Allemagne, Autriche, Royaume-Uni et Suède) sont engagées, il n'y a qu'une série qui est en même temps la finale. La course manque très vite de suspense : l'équipe britannique prend immédiatement la tête et mène de bout en bout, sans jamais être contestée. Jennie Fletcher est deuxième relayeuse, après Isabella Moore, avant Annie Spiers et Irene Steer qui termine. Les nageuses britanniques finissent en 5 min 52 s 8, douze secondes devant les Allemandes (6 min 4 s 6) et vingt-cinq devant les Autrichiennes (6 min 17 s). L'équipe suédoise finit au pied du podium,. Jennie Fletcher déclare plus tard que son meilleur souvenir des Jeux de 1912 est quand le roi de Suède Gustave V lui remet sa médaille d'or et dit en lui déposant une couronne de lauriers sur la tête : « Well done England! » (« Bravo l'Angleterre ! »).

#### Maillots de compétition aux Jeux de Stockholm

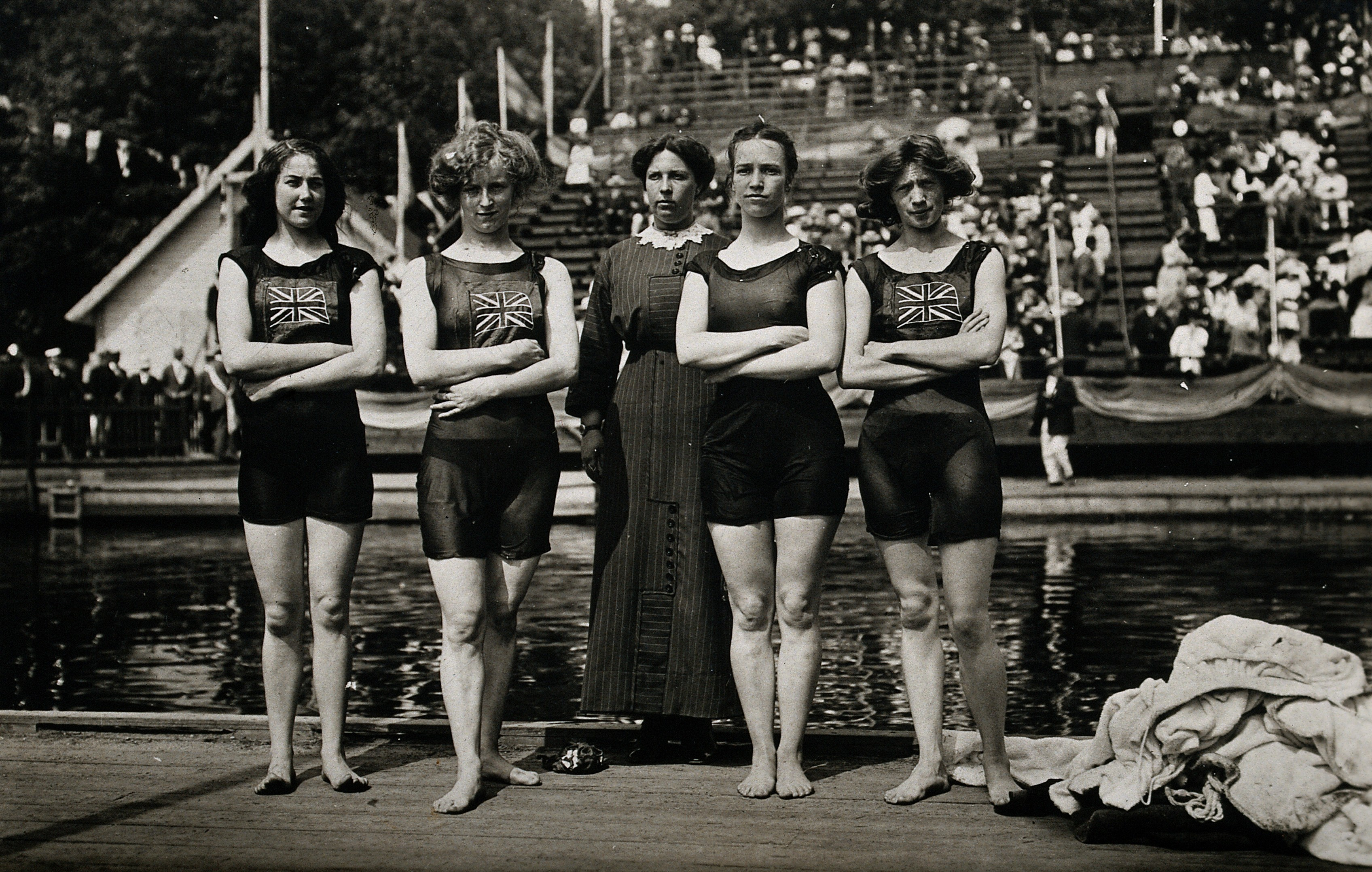
Le relais britannique du aux Jeux olympiques de Stockholm de 1912.
De gauche à droite : Isabella Moore, Jennie Fletcher, Clara Jarvis, Annie Speirs et Irene Steer.

La photographie, présente dans le rapport officiel des Jeux, du relais britannique victorieux du 4 × 100 mètres nage libre aux Jeux de Stockholm (et principalement ce qu'elle laisse voir du corps des nageuses à travers les maillots de compétition) a fait l'objet de nombreuses réflexions. Jennie Fletcher elle-même, lorsqu'elle revient sur cette photographie plus tard au cours de sa vie, déclare la « détester »,. En 1907, la nageuse professionnelle Annette Kellermann avait été arrêtée sur une plage de Boston, son maillot de bain une pièce ayant été considéré comme indécent. Lorsque des épreuves féminines pour les Jeux de Stockholm sont proposées par le Comité international olympique, la tenue des nageuses est longuement discutée. Les règles restent finalement très strictes, mais quasiment similaires à celles des hommes. Les nageuses doivent porter un caleçon dit de bain sous leur costume qui aurait dû être ras du cou et avoir des manches couvrant les épaules.
Les maillots de compétition ne sont pas vraiment prévus pour protéger la pudeur des nageuses. Cependant, le règlement de l'Amateur Swimming Association exige que les nageuses portent un long peignoir de bain en sortant des vestiaires jusqu'au bassin et immédiatement après être sorties de l'eau.
Le maillot de compétition, homologué par la FINA, porté par Jennie Fletcher est en soie de Milan, fait à la main à Loughborough, par une entreprise spécialisée. Une publicité de 1902 dans l'agenda de la fédération britannique donne comme prix pour ce type de maillot dix shillings, six pence, une somme relativement élevée pour l'époque. La fédération britannique ne finance alors pas l'équipement de ses nageurs et nageuses,.
Cette photographie du relais féminin britannique est très ambivalente. Ces quatre jeunes femmes sont photographiées dans une tenue « indécente », révélant les détails de leur poitrine ; elles sont de plus tête nue, « en cheveux » qui ne sont pas mouillés alors que les maillots le sont. De même, les peignoirs protecteurs obligatoires sont posés en tas sur le bord du bassin. En même temps, elles sont accompagnées d'un chaperon dont l'air peu amène semble totalement les protéger,. Finalement, l'image n'est pas celle d'un corps féminin révélé, allant à l'encontre des valeurs (anciennes) de pudeur, mais celle d'un corps féminin véhiculant les valeurs modernes de la sportive,.

### Carrière d'entraîneuse en Angleterre et au Canada
Les règles très strictes de l'amateurisme obligent Jennie Fletcher à mettre fin à sa carrière sportive en 1913 quand elle est engagée pour enseigner la natation aux Vestry Street Baths, mais c'est un emploi plus attirant que dans son usine de bonneterie,.
En 1905, Jennie Fletcher rencontre Henry Hill Hyslop, originaire d'Annan en Écosse de deux ans son aîné. Ils correspondent d'abord puis se revoient à l'occasion de la Première Guerre mondiale. Il semble qu'Henry Hyslop avait déjà émigré au Canada et qu'il soit revenu en Europe après s'être engagé dans l'armée. Arrivé au grade de sergent, il est grièvement blessé au combat. Jennie Fletcher l'épouse en mars 1917 et à la fin de la guerre ou avant la fin du conflit, émigre en Ontario pour suivre son époux. Ensemble, ils ont cinq fils et une fille prénommée Betty. À Teeswater, Jennie Hyslop travaille sur la ferme familiale mais continue aussi à enseigner la natation jusqu'à ses 60 ans, en 1950,.
Elle entre au International Swimming Hall of Fame en 1971, mais est presque oubliée dans son pays natal, où la ville de Leicester pose toutefois une plaque commémorative en son honneur en 2005 au Cossington Street Sports Centre. En 2010, elle fait partie d'une liste de neuf personnalités intronisées au Leicester's Walk of Fame. Sa plaque se trouve sur Charles Street dans le Cultural Quarter.

## Palmarès
- Jeux olympiques de 1912 à Stockholm 
  -  Médaille d'or en relais 4 × 100 mètres nage libre.
  -  Médaille de bronze sur 100 mètres nage libre.